# Тадао Ониши
Тадао Ониши (јап. 大西 忠生; 18. април 1943 — 29. јун 2006) био је јапански фудбалер.

## Каријера
Током каријере играо је за Мицубиши.

## Репрезентација
За репрезентацију Јапана дебитовао је 1969. године.

## Статистика
| Јапан  | Јапан | Јапан |
| Год.   | Ута.  | Гол.  |
| ------ | ----- | ----- |
| 1969   | 1     | 0     |
| Укупно | 1     | 0     |